# 曾志权
曾志权（1963年1月—），广东五华人，汉族，中华人民共和国政治人物。1984年12月加入中国共产党，1986年7月参加工作，中南财经大学商业经济系商业经济专业毕业，大学学历，中山大学管理学院高级管理人员工商管理硕士，高级会计师。第十二届全国人民代表大会广东地区代表。曾任中共广东省委常委，统战部部长。

## 生平
早年在中南财经大学商业经济系商业经济专业学习，毕业后分配到广东省财政厅，历任企业财务处科员、副主任科员、主任科员，工交内贸处副处长，农业处处长，广东省财政厅副厅长、党组成员，广东省财政厅副厅长、党组副书记，广东省财政厅厅长、党组书记。2017年5月，跻身中共广东省委常委。
2013年，他当选为全国人大代表，任期5年。2018年1月，当选第十三届全国政协委员。
2018年4月，中国共产党广东省委员会正式明确曾志权为省委统战部部长。
2018年7月11日，中共中央纪委国家监委宣布曾氏涉嫌严重违纪违法，并对其进行纪律审查和监察调查。2019年1月4日被双开，移送检察机关依法审查起诉，所涉财物随案移送。
2019年7月9日上午，福建省福州市中级人民法院公开宣判曾志权受贿案，最终以受贿罪（1.408091285亿元）判处其无期徒刑，剥夺政治权利终身，并处没收个人全部财产，追缴其受贿所得财物及其孳息，并上缴国库。